# Immortals (Imperi Romà d'Orient)
Els immortals (grec medieval: Ἀθάνατοι, Athànati), formats per primera vegada a finals del segle x, foren un dels tagmes d'elit de l'Imperi Romà d'Orient.

## Història
Els immortals eren un regiment de joves de llinatge noble format originalment per Joan I Tsimiscés (r. 969-976) el 970 per a la seva guerra amb els rus, en la qual tingueren un paper decisiu en les batalles davant de Preslav i durant el setge de Doròstolon. Eren menats per un domèstic, com la majoria dels tagmes (els regiments permanents professionals), i quan sortien en campanya, acampaven prop de la guàrdia imperial, o Companyia. L'historiador Lleó Diaca, contemporani dels immortals, els descriu com a cavalleria de xoc equipada amb armadura pesant, «blindats amb armadura» o com a «genets armats ornats amb or». La unitat de Tsimiscés probablement fou dissolta poc després de la seva mort, puix que no torna a aparèixer a les fonts.
El nom i el concepte dels immortals foren ressuscitats durant la reorganització de l'exèrcit sota Niceforitzes, ministre en cap de Miquel VII Ducas (r. 1071-1078). Aquesta reestructuració s'emmarcava en els intents de pal·liar la gran crisi militar de l'imperi després de la calamitosa derrota dels romans d'Orient contra els turcs seljúcides a la batalla de Mantziciert (1071). Els seljúcides havien ocupat la major part d'Anatòlia, lloc d'origen de la majoria de tropes fins al desastre de Mantziciert. En aquest procés de reorganització, els vestigis de les tropes provincials dels temes orientals es reuniren per formar el nou tagma dels immortals. Els nous immortals podrien haver estat un cos de cavalleria, com el gros de l'antic exèrcit de camp romà d'Orient, però no se sap amb certesa.
Els documents de l'època insinuen que els immortals eren un regiment estranger, però els estudiosos moderns generalment consideren que estava format per romans d'Orient. Un diagrama del campament estàndard de l'exèrcit romà d'Orient a finals del segle x situa els immortals al costat de la tenda de l'emperador, dins d'un quadrat exterior de tropes temàtiques.
Segons Nicèfor Brienni el Jove, hi havia 10.000 immortals, però segurament és una al·lusió als immortals perses de l'antiguitat. La nova unitat lluità sota el comandament del futur emperador Aleix I Comnè a la batalla de Calaura (1078), contra el general revoltat Nicèfor Brienni el Vell, i són esmentats durant les guerres contra els petxenegs de la dècada del 1090, però a partir d'aleshores desapareixen juntament amb un altre regiment creat en el mateix període, els arcontopuls.

## En la cultura popular
En Count Robert of Paris, novel·la de Walter Scott, els immortals es disputen el favor de l'emperador amb a guàrdia varega vikinga o anglosaxona.
En Rise of the Tomb Raider (2015), els Athanatoi o «immortals» són guerrers amb armadura que parlen grec i custodien la ciutat fictícia de Kitezh.